# Arsgoetia

## Arsgoetia (Proyecto dedeath metal)
Arsgoetia es un proyecto de Death metal costarricense fundado en agosto de 2006 y fue totalmente creado por Alexander Garro C. (Sander su seudónimo), un autoproclamado y empírico compositor de Death/Black Metal y música Industrial o Industrial music. También es el único vocalista del proyecto, realizando todas las voces (en su mayoría sonidos guturales o "Death grunts" e intervenciones con gritos de larga duración). Sander reside en San José, la capital de Costa Rica, un país aun muy "primitivo" en términos de apreciación de la música pesada y extrema. La influencia musical de mayor fuerza en Costa Rica es el Reguetón y ese hecho significa un obstáculo muy difícil de superar para los jóvenes y talentosos practicantes del rock pesado o "Heavy metal" de cualquier género en el área, ya que las oportunidades de convertirse en músicos "más o menos respetables" son bastante disminuidas por la orientación musical del país en general.

## ¿Una banda?
Arsgoetia no es una banda. La música compuesta por Sander es directamente programada en un sistema de secuenciador midi, que también es usado en las sesiones de grabación vocal. El sonido de las guitarras distorsionadas así como los bajos son simulados a través de un "plugin" o aditamento electrónico VST y las pistas vocales grabadas por Sander son remezcladas con las pistas instrumentales en un programa masterizador de audio. La batería o los tambores y demás son programadas en una "caja de percusión" o "beatbox" incluido en el sistema se secuenciador midi.
Aun cuando los instrumentos no son "reales", Sander logró hacer un extraordinario uso del software a su disposición, ya que el resultado musical es una poderosa y estridente composición de death metal, con magnífica fidelidad al sonido real.
Sander está en una constante búsqueda de músicos en Costa Rica, que estén dispuestos a interpretar sus temas. El proyecto está intencionado a ser la mejor banda de metal en Costa Rica, por lo tanto se necesita una banda para efectuar la producción de un LP y para interpretar los temas en vivo.

## Los inicios de Arsgoetia
En 2006 Arsgoetia comenzó como un proyecto Black metal, principalmente por la enorme influencia que Sander siempre recibió de la banda de Black Metal Noruega Dimmu Borgir. Escasez de dinero, escasez de tecnología y escasez de conocimiento del software o programa utilizado en aquel momento, dio como resultado varias "canciones de Industrial-Black Metal experimental " que nunca fueron lanzadas a ningún nivel (Sander ha considerado re-componer y lanzar esas canciones en un futuro algo cercano). Las capacidades vocales de Sander para el género Black Metal probaron ser bastante buenas, sin embargo nada sucedió de ese punto en adelante.
En octubre de ese mismo año, un joven vecino Cristiano de 16 años, arribó una noche al hogar de Sander con la proposición de conformar una banda (este joven podía escuchar los fuertes gritos que salían de la casa de Sander y se interesó en tenerlo como vocalista, debido a la similitud con el estilo de canto de Shagrath). Sander, de 23 años, contactó a su cuñado quien era un baterista de rock pesado o heavy metal, tras lo que todos se pusieron en contacto con un amigo del bajista de 16 años, un buen y prometedor guitarrista con influencias de Viking Metal o Metal Vikingo.
La idea original de Sander era la de implantar la idea de su proyecto Arsgoetia en la supuestamente ya formada banda (Sander solo tuvo un ensayo con el guitarrista y el bajista) pero existieron enormes diferencias entre estos miembros. Antes que nada, el bajista es cristiano, y Sander siempre mostró un gran rechazo y odio hacia las religiones católica y cristiana (hechos fácilmente notables en sus líricas y en los temas de sus canciones); y el guitarrista tampoco tenía la intención de escribir canciones contra Dios ni ninguna religión. Estos aspectos aparte de la falta de creatividad de los dos jóvenes (ellos solo querían interpretar “covers”) hicieron que Sander tomara la decisión de terminar la relación con estos músicos.
Sander mantuvo contacto con el bajista, hasta que este criticó de forma severa el estilo de vida de Sander y su falta de responsabilidad ante ciertos asuntos privados y personales. Rudamente, Sander corto toda comunicación con el bajista a partir de ese día. Sin una banda, ni oportunidades de crear una bajo sus indicaciones, Sander decidió continuar creando canciones, esta vez involucrando al 100% sus influencias de rock Industrial. Influencias como Nine Inch Nails, KMFDM, Sister Machine Gun, Rammstein, Ministry e inclusive Marilyn Manson fueron la gasolina usada para crear un proyecto alternativo y experimental llamado Cerberus (Industrial Project). Este proyecto tampoco vio la luz en un CD de larga duración, aun cuando muchas más canciones fueron compuestas para el mismo.
- Datos: Q5706424